# Sielsowiet Pierszamajska
Sielsowiet Pierszamajska (biał. Першамайскі сельсавет, Pierszamajski sielsawiet; ros. Первомайский сельсовет) – sielsowiet na Białorusi, w obwodzie brzeskim, w rejonie bereskim, z siedzibą w Pierszamajskiej.

## Demografia
Według spisu z 2009 sielsowiet Pierszamajska zamieszkiwało 2802 osób, w tym 2590 Białorusinów (92,43%), 119 Rosjan (4,25%), 58 Ukraińców (2,07%), 19 Polaków (0,68%), 3 Niemców (0,11%), 6 osób innych narodowości i 7 osób, które nie podały żadnej narodowości.

## Geografia i transport
Sielsowiet położony jest w środkowej części rejonu bereskiego. Od wschodu graniczy z Berezą.
Przez sielsowiet przebiegają linia kolejowa Moskwa–Mińsk–Brześć oraz drogi republikańskie R2 i R101.

## Miejscowości
- agromiasteczka:
  - Kabaki
  - Pierszamajska
- wsie:
  - Karpiesze
  - Niwiszcze
  - Pieszczanka
  - Tychny
  - Woszczanka
  - Życzyn